# Lahij
Lahij (arabă لحج) este un oraș din Yemen, capitala guvernatoratului Lahij. În 2004 avea o populație de 25.881 locuitori.